# Tristagma sociale
Tristagma sociale är en amaryllisväxtart som beskrevs av Pierfelice Ravenna. Tristagma sociale ingår i släktet Tristagma och familjen amaryllisväxter. Inga underarter finns listade i Catalogue of Life.